# Расстрел на острове Кос
Расстрел на Косе, также Резня на Косе (итал. Eccidio di Kos) — военное преступление совершённое Вермахтом в ходе Додеканесской операции в октябре 1943 года в отношении пленных офицеров итальянской армии на греческом острове Кос, Додеканес, находившимся до того под итальянским контролем.

## Предыстория

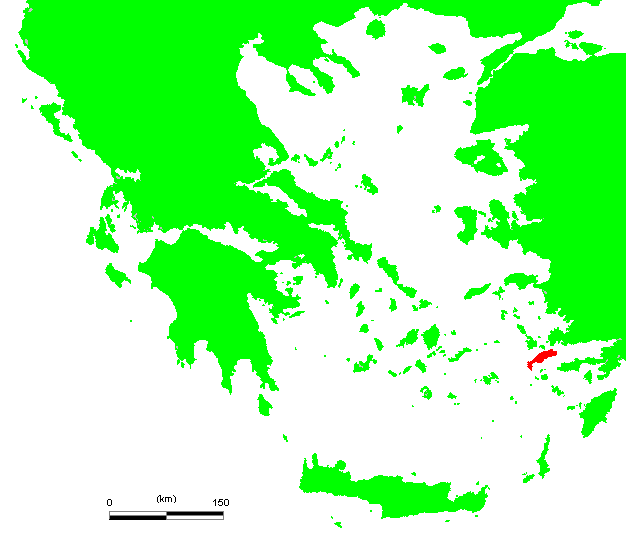
Расположение острова Кос в юго-восточной части Эгейского моря.

Греческий остров Кос перешёл под контроль Италии после победы итальянцев в итало-турецкой войне 1911—1912 годов, что не означало освобождение острова, но положило конец Османскому господству над Додеканесскими островами. После начала Второй мировой войны острова стали плацдармом провокаций против первоначально нейтральной Греции:122, в которых кроме прочих был задействован и аэродром в Антимахия на Косе.
Итальянская армия вторглась в Грецию с территории Албании 28 октября 1940 года. Греческая армия отразила вторжение и перенесла военные действия на территорию Албании. Кроме прочего греческие победы нейтрализовали потенциальную возможность итальянских наступательных действий с Додеканесса, но ограниченные силы греческой армии в свою очередь не позволяли отвлечь части с главного театра войны в Албании и направить их против архипелага.
Однако после того когда на помощь итальянцам пришла Гитлеровская Германия, в мае 1941 года итальянские части с архипелага приняли участие в Критской операции, хотя и второстепенного значения, высадившись на востоке острова.
Перемирие между Италией и Союзниками во Второй мировой войне 8 сентября 1943 года создало новую геополитическую обстановку и было встртечено с энтузиазмом пацифистски настроенными частями расположенного на острове 10-го полка итальянской пехотной дивизии Regina, как и греческим населением Коса.
Немногочисленные солдаты Вермахта на острове были разоружены и взяты под стражу. Почти сразу на Косе высадились 1,500 британских солдат, для оказания содействия 4,000 солдат итальянского гарнизона на случай германского вторжения.

## Операция «Полярный медведь»
На заре 3 октября немецкая 22-я воздушно десантная дивизия, которая под командованием генерал -лейтенанта Фридриха Мюллера базировалась на Крите и вела бои против греческих партизан, а также карательные акции против населения, начала операцию Полярный медведь. Согласно плану операции высадка состоялась с воздуха и моря одновременно в трёх пунктах острова.
В начавшихся военных действиях наблюдалось полное отсутствие координации между британскими и итальянскими частями, в то время как британская RAF не обеспечила воздушное прикрытие острова, а отсутствие достаточного числа стволов зенитной артиллерии позволило X корпусу Люфтваффе беспрепятственно производить бомбардировку острова.
Всё это несмотря на превосходство англо-итальянских сил в числах (5,500 против 1, 000 немцев), привело к их сдаче 4 октября. В общей сложности 1,388 британских и 3,145 итальянских солдат были взяты в плен и заключены в крепость Нерадзиа в столице острова.

## Резня (расстрел)

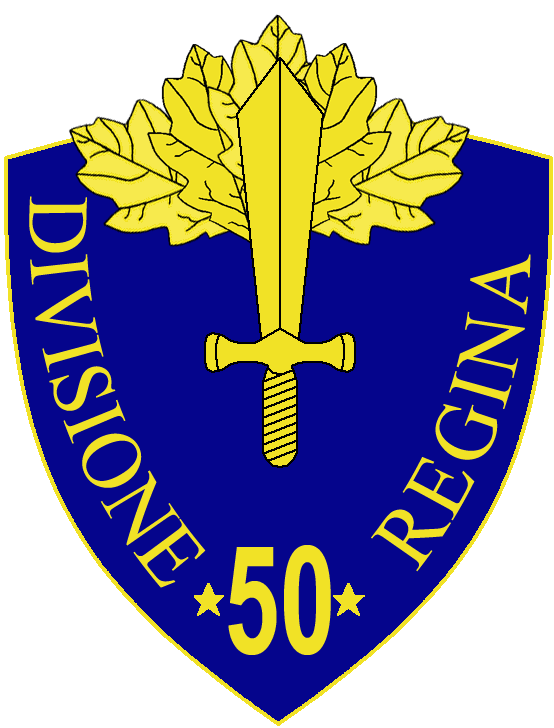
Эмблема дивизии Регина.

Между 4 и 6 октября, 148 пленных итальянских офицеров, возглавляемых командиром полка полковником, Felice Leggio, согласно решению генерала Мюллера предстали перед трибуналом.
Как и в случае массового расстрела итальянцев на острове Кефалиния трибунал основывал своё решение на том факте, что маршал Бадольо согласился, после свержения Муссолини, на объединение двух армий под германским командованием, для того чтобы успокоить немцев, хотя Италия заключила соглашение о перемирии с союзниками. Это дало немцам право считать итальянцев, в случае их неподчинения приказам, мятежниками.
Британские солдаты попавшие в плен на Косе были признаны военнопленными, итальянские солдаты были приговорены к расстрелу как мятежники. В конечном итоге из 148 пленных итальянских офицеров 7 перешли на сторону немцев, 28 удалось бежать в Турцию, 10 были госпитализированы и позже были перевезены в концлагеря в Германию. Оставшиеся 103 офицеров были расстреляны между 4 и 7 октября около солёного озера Тигаки (Алики)

## Впоследствии

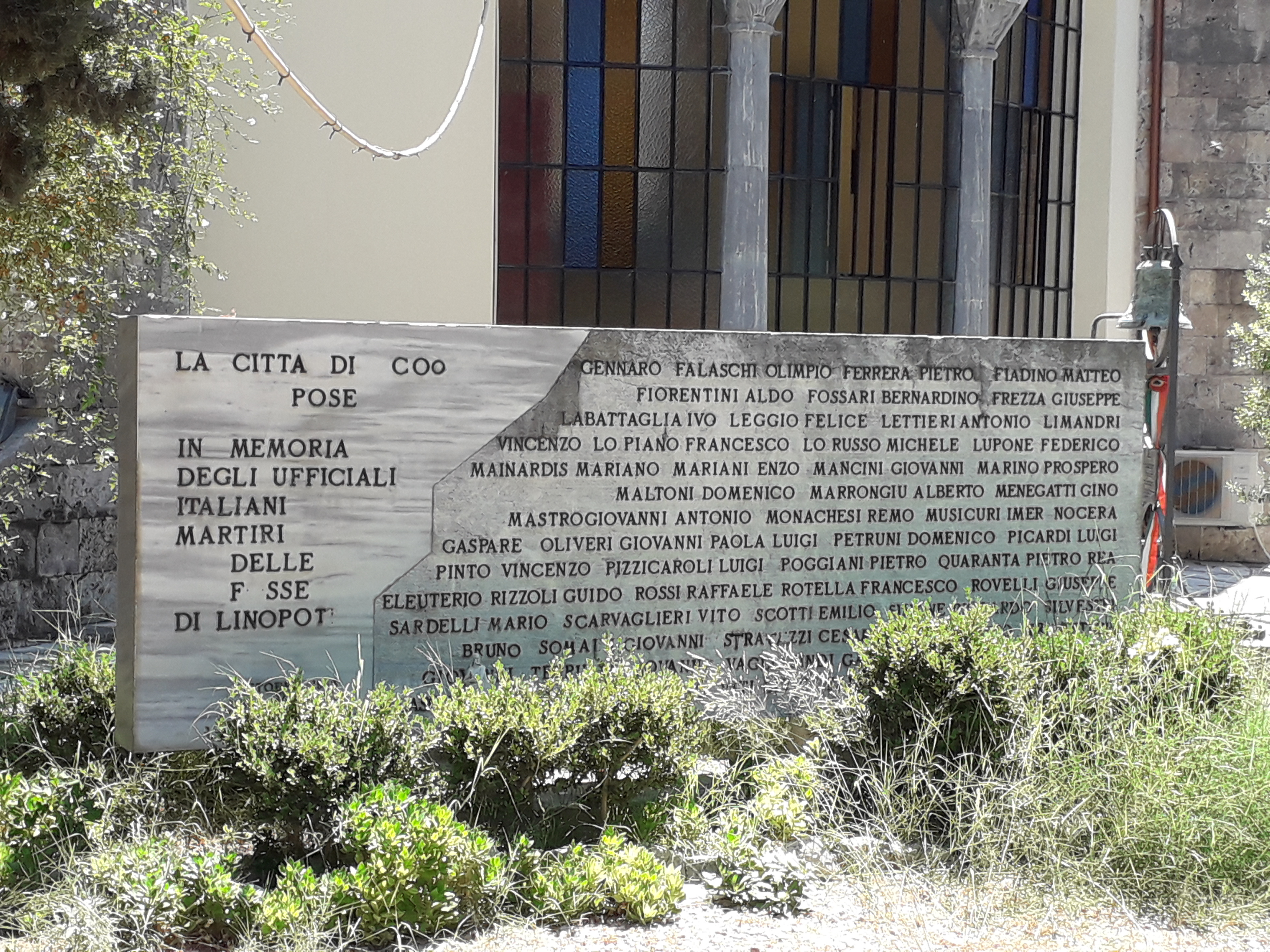
Мемориал резни на Косе перед церковью Agnus Dei

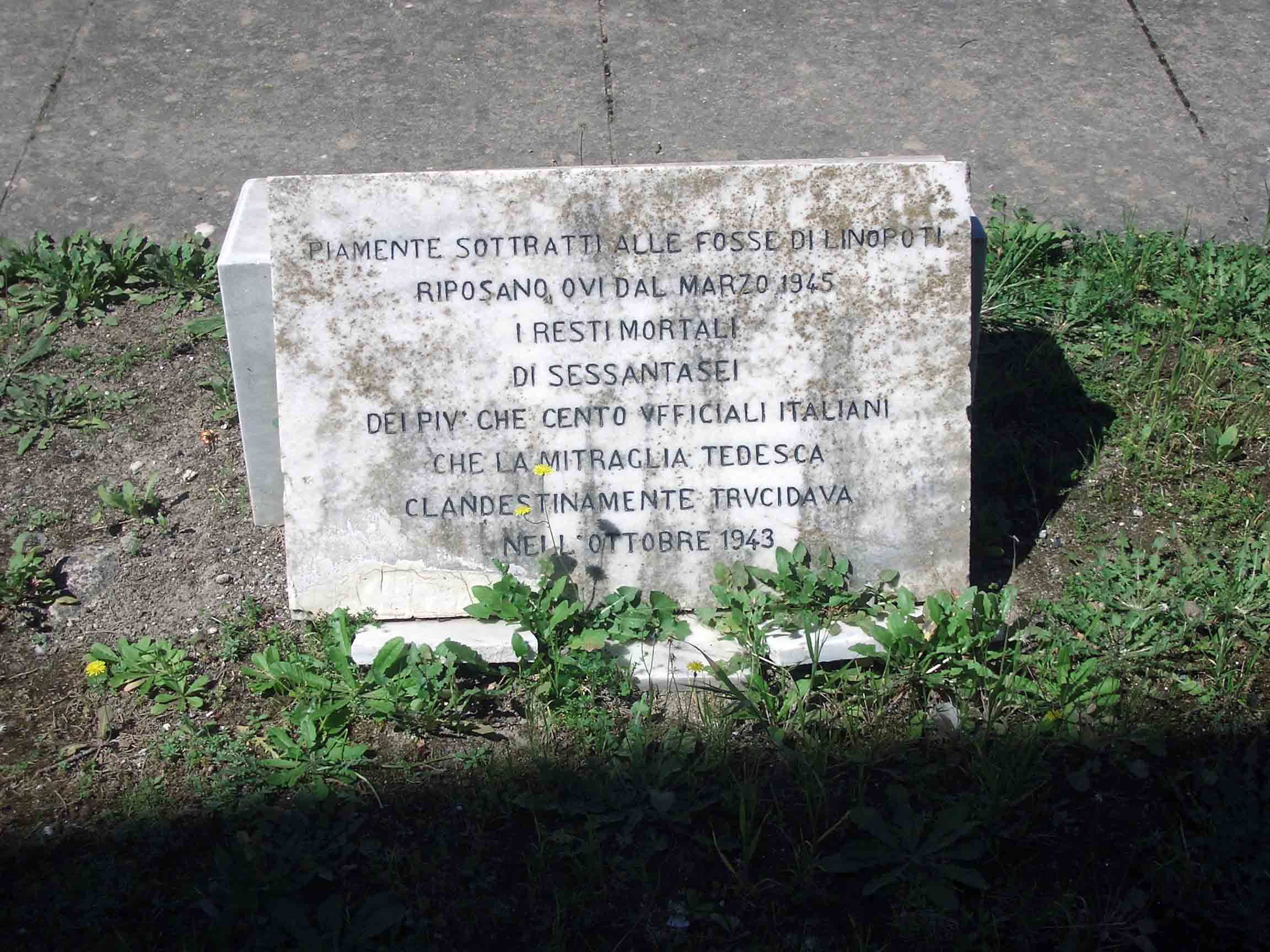
Памятная плита на кладбище Коса

В феврале 1945 года, останки 66 офицеров были извлечены из 8 братских могил около местечка Линопотис и перезахоронены на католическом кладбище Коса. В 1954, году эти останки были перевезены в Италию и были окончательно перезахоронены у мемориала в Бари (Sacrario militare dei Caduti Oltremare). Несмотря на то что останки четырёх десятков офицеров не были обнаружены, их поиск не предпринимался до 2015 года, когда группа греческих и итальянских добровольцев раскопала человеческие останки и их персональные вещи. Выкопанные останки были установлены в мраморный оссуарий на католическом кладбище острова Кос
После окончания войны генерал Мюллер был арестован в Восточной Пруссии Красной армией и был выдан Греции, где был приговорён военным трибуналом к смертной казни за зверства против гражданского населения на острове Крит (но не за преступления на Косе). Он был расстрелян в Афинах 20 мая 1947 года. Мюллер остался единственным осуждённым немецким офицером принявшим участие в расстреле на Косе, но опять же, не за это преступление
В 1994 году, в ходе расследования и суда над бывшим эсэсовцем Эрихом Прибке, среди прочих документов в Риме были обнаружены и документы касающиеся расстрела на Косе.
В 2003 году, в ходе расследования парламентской группы было обнаружено что в январе 1960 года итальянский военный прокурор генерал Enrico Santacroce подписал ордер на регистрацию 2,000 военных преступлений нацистов.
Однако в контексте Холодной войны, военный прокурор подвергся политическому давлению скрыть материалы со стороны министров Гаэтано Мартино и Паоло Тавиани, обеспокоенных тем что это нарушит отношения с ФРГ, союзницей Италии в НАТО.